# Pitons
|  | Per a altres significats, vegeu «Pitons (família)». |

Les muntanyes Pitons són unes característiques muntanyes localitzades a l'illa de Santa Lucia, símbol d'aquesta petita nació illenca del Carib situada al nord de Veneçuela. Està inscrita a la llista del Patrimoni de la Humanitat de la UNESCO des del 2004.
Les muntanyes es troben al sud de l'illa, a la badia de Soufrière, uns 21 quilòmetres al sud-oest de Castries. El més alt dels pics, el Gros Piton, s'alça a 768 metres sobre el nivell del mar. El menor, Petit Piton, s'eleva a 750 metres. Les dues muntanyes apareixen representades en la bandera nacional de l'illa. D'acord amb el disseny de Dunstan Saint Omer, Gros Piton (representada pel triangle més alt) representa la raça negra i Petit Piton (representada pel triangle menor) representa la raça blanca.